# Альтхамер, Павел
Павел Альтхамер (пол. Paweł Althamer; род. 12 мая 1967 года, Варшава, Польша) — польский современный художник левых взглядов, скульптор, перформансист, акционист, автор инсталляций и видеофильмов, участник нескольких арт-групп. Персональные выставки Альтхамера проходили с 1991 года в Варшаве, Берлине, Париже, Нью-Йорке и других городах. В 2004 году Альтхамер получил престижную премию Винсента Ван Гога, в январе 2010 года художник получил специальный приз премии «Паспорт» журнала «Polityka»; в 2015 году был награжден Офицерским крестом ордена Возрождения Польши.
Живёт в Варшаве, где с 1993 года ведёт курс керамики для группы Nowolipie, объединяющей людей с рассеянным склерозом, для которых искусство является формой терапии и реабилитации. Принимал участие в проектах помощи трудным подросткам варшавского района Прага-Пулноц.

## Творчество
В 1988—1993 годах учился на факультете скульптуры в варшавской Академии изящных искусств у Гжегожа Ковальского.
Многие работы Альтхамера — это скульптуры или объекты, в которых угадывается скульптурное начало, часто созданные с использованием нетипичных (для скульптуры) и современных материалов. Ранние фигуры художника были сделаны из трав, соломы, кишок животных, а его проект «Венецианцы» для 55-й Венецианской биеннале — серия антропоморфных пластиковых статуй.
Во время выставок Альтхамер часто экспериментирует с пространством, видоизменяет интерьеры галерей, с которыми работает. Так например, во время своей первой выставки «Выставка» в 1991 году в галерее Galeria a.r.t. в Плоцке вернул помещению его изначальную функцию. Альтхамер вынес все из галереи, вымыл полы, соскреб белую краску с печки и принес все необходимое, чтобы галерея вновь стала квартирой.
Во многих перфомансах и фильмах Альтхамер проводил радикальные эксперименты над собственным телом и психикой, многие из них были созданы в измененном состоянии сознания. Например, в серии фильмов «Так называемые волны, а также другие феномены разума» (2003—2004) художник с помощью ЛСД, гашиша, гипноза и других средств исследует разные способы выхода за пределы разума, чтобы расширить свое восприятие действительности. В 2015 году он был награжден офицерским крестом ордена Полонии Реституты за его художественные достижения.